# Líbano nos Jogos Olímpicos de Verão de 2024
Líbano participou dos Jogos Olímpicos de Verão de 2024, realizados em Paris, na França. Foi a 19.ª aparição do país nos Jogos Olímpicos desde a estreia em Londres 1948.
Foi representado por nove atletas que competiram em sete esportes, mas nenhum conquistou medalhas. Um décimo atleta estava habilitado para competir no atletismo, mas Noureddine Hadid foi preso no Aeroporto de Beirute em 4 de julho de 2024, por ser considerado um desertor do Exército Libanês. Apesar dos apelos da Federação Libanesa de Atletismo, o exército insistiu que Hadid não tinha permissão para competir em Paris.

## Competidores
Esta foi a participação por modalidade nesta edição:
| Esporte       | Masculino | Feminino | Total |
| ------------- | --------- | -------- | ----- |
| Esgrima       | 1         | 0        | 1     |
| Judô          | 1         | 0        | 1     |
| Natação       | 1         | 1        | 2     |
| Taekwondo     | 0         | 1        | 1     |
| Tiro          | 0         | 1        | 1     |
| Tênis         | 2         | 0        | 2     |
| Tênis de mesa | 0         | 1        | 1     |
| Total         | 5         | 4        | 9     |

## Desempenho

### Esgrima
Masculino
| Atleta         | Evento  | Fase de 64           | Fase de 32           | Oitavas de final     | Quartas de final     | Semifinal            | Final                | Final       | Ref.  |
| Atleta         | Evento  | Adversário Resultado | Adversário Resultado | Adversário Resultado | Adversário Resultado | Adversário Resultado | Adversário Resultado | Pos.        | Ref.  |
| -------------- | ------- | -------------------- | -------------------- | -------------------- | -------------------- | -------------------- | -------------------- | ----------- | ----- |
| Philippe Wakim | Florete | TPE Chen Y-t D 13–15 | Não avançou          | Não avançou          | Não avançou          | Não avançou          | Não avançou          | Não avançou | [ 6 ] |

### Judô
Masculino
| Atleta            | Evento    | Primeira fase        | Oitavas              | Quartas              | Semifinais           | Repescagem           | Final / DB           | Final / DB | Ref.  |
| Atleta            | Evento    | Adversário Resultado | Adversário Resultado | Adversário Resultado | Adversário Resultado | Adversário Resultado | Adversário Resultado | Pos.       | Ref.  |
| ----------------- | --------- | -------------------- | -------------------- | -------------------- | -------------------- | -------------------- | -------------------- | ---------- | ----- |
| Caramnob Sagaipov | Até 90 kg | BUL I Ivanov D 00–01 | Não avançou          | Não avançou          | Não avançou          | Não avançou          | Não avançou          | =17        | [ 7 ] |

### Natação
Masculino
| Atleta        | Evento      | Eliminatórias | Eliminatórias | Semifinal   | Semifinal   | Final       | Final       | Ref.  |
| Atleta        | Evento      | Tempo         | Pos.          | Tempo       | Pos.        | Tempo       | Pos.        | Ref.  |
| ------------- | ----------- | ------------- | ------------- | ----------- | ----------- | ----------- | ----------- | ----- |
| Simon Doueihy | 100 m livre | 50.10         | 42            | Não avançou | Não avançou | Não avançou | Não avançou | [ 8 ] |

Feminino
| Atleta       | Evento      | Eliminatórias | Eliminatórias | Semifinal   | Semifinal   | Final       | Final       | Ref.  |
| Atleta       | Evento      | Tempo         | Pos.          | Tempo       | Pos.        | Tempo       | Pos.        | Ref.  |
| ------------ | ----------- | ------------- | ------------- | ----------- | ----------- | ----------- | ----------- | ----- |
| Lynn El Hajj | 100 m peito | 1:10.27       | 31            | Não avançou | Não avançou | Não avançou | Não avançou | [ 9 ] |

### Taekwondo
Feminino
| Atleta        | Evento    | Oitavas              | Quartas              | Semifinais           | Repescagem           | Final / DB           | Final / DB | Ref.   |
| Atleta        | Evento    | Adversário Resultado | Adversário Resultado | Adversário Resultado | Adversário Resultado | Adversário Resultado | Pos.       | Ref.   |
| ------------- | --------- | -------------------- | -------------------- | -------------------- | -------------------- | -------------------- | ---------- | ------ |
| Laetitia Aoun | Até 57 kg | TPE Lo C-l V 2–0     | MKD M Reljiḱ V 2–0   | IRI N Kiani D 0–2    | Bye                  | CAN S Park D 0–2     | =5         | [ 10 ] |

### Tênis
Masculino
| Atleta                     | Evento  | Primeira rodada          | Segunda rodada                        | Oitavas de final     | Quartas de final     | Semifinal            | Final                | Final       | Ref.          |
| Atleta                     | Evento  | Adversário Resultado     | Adversário Resultado                  | Adversário Resultado | Adversário Resultado | Adversário Resultado | Adversário Resultado | Pos.        | Ref.          |
| -------------------------- | ------- | ------------------------ | ------------------------------------- | -------------------- | -------------------- | -------------------- | -------------------- | ----------- | ------------- |
| Benjamin Hassan            | Simples | USA C Eubanks V 6–4, 6–2 | ARG S Báez D 2–6, 6–3, 6–7(3–7)       | Não avançou          | Não avançou          | Não avançou          | Não avançou          | Não avançou | [ 11 ]        |
| Hady Habib                 | Simples | ESP C Alcaraz D 3–6, 1–6 | Não avançou                           | Não avançou          | Não avançou          | Não avançou          | Não avançou          | Não avançou | [ 12 ]        |
| Benjamin Hassan Hady Habib | Duplas  | —                        | AUS M Ebden / J Peers D 6–7(5–7), 2–6 | Não avançou          | Não avançou          | Não avançou          | Não avançou          | Não avançou | [ 11 ] [ 12 ] |

### Tênis de mesa
Feminino
| Atleta           | Evento  | Preliminar           | Primeira rodada      | Segunda rodada       | Oitavas de final     | Quartas de final     | Semifinal            | Final                | Final       | Ref.   |
| Atleta           | Evento  | Adversário Resultado | Adversário Resultado | Adversário Resultado | Adversário Resultado | Adversário Resultado | Adversário Resultado | Adversário Resultado | Pos.        | Ref.   |
| ---------------- | ------- | -------------------- | -------------------- | -------------------- | -------------------- | -------------------- | -------------------- | -------------------- | ----------- | ------ |
| Mariana Sahakian | Simples | CHI Z Zeng V 4–1     | USA L Zhang D 0–4    | Não avançou          | Não avançou          | Não avançou          | Não avançou          | Não avançou          | Não avançou | [ 13 ] |

### Tiro
Feminino
| Atleta     | Evento         | Qualificação | Qualificação | Final       | Final       | Ref.   |
| Atleta     | Evento         | Marca        | Pos.         | Marca       | Pos.        | Ref.   |
| ---------- | -------------- | ------------ | ------------ | ----------- | ----------- | ------ |
| Ray Bassil | Fossa olímpica | 114          | 21           | Não avançou | Não avançou | [ 14 ] |